# 熊本市立必由館高等学校
熊本市立必由館高等学校（くまもとしりつ ひつゆうかんこうとうがっこう、英称:Kumamoto Municipal Hitsuyukan Senior High School）は、熊本県熊本市中央区坪井四丁目にある公立高等学校。略称は「必由館」、「必由（ひつゆう）」、大概の人は「ひつゆ」と呼んでいる。

## 概要

### 歴史
1911年（明治44年）に開校した熊本市立実科高等女学校（後に熊本市立高等女学校）を前身とする。数回の改称を経て、現校名になったのは2001年（平成13年）である。校名「必由館」の由来はこの地に、米田家子弟教育の家塾「必由堂」があったことから。
2011年（平成23年）に創立100周年を迎えた。

### 学区
熊本市全域としている。

### 設置課程・学科・コース
全日制課程 普通科 普通クラス（6学級）と、普通科 国際コース（1学級）・服飾デザインコース（1学級）・芸術コース（1学級）の3コース。
芸術コースは、音楽系（10名程度）・美術系（20名程度）・書道系（10名程度）の3系列に分かれている。
2年次より、理系が1、2組、文系が3組から6組までとなる。理系選択者が多い場合は、1組から3組までが理系、4組以降が文系となる学年もある。担任は、理系は数学や理科の先生ら文系は国語、英語、体育等の文系科目の先生が担任になることが多い。
理系は、化学を必須とし、生物と物理の選択をすることができる。

### 校訓
- 至誠をもって己を持す
- 進取をもって事に当たる
- 和敬をもって人に接す

### 校章
銀杏の葉の2枚を組み合わせ、中央に四角で囲まれた「高」の文字（旧字体）を配している。

### 校歌
作詞は山口白陽、作曲は梅沢信一による。3番まであり、歌詞に校名は登場しない。

### 同窓会
「いてふ会」（読みは「いちょうかい」）と称している。

## 沿革
- 1911年（明治44年）4月 - 「熊本市立実科高等女学校」が開校。
- 1922年（大正11年）4月 - 「熊本市立高等女学校」と改称。
- 1948年（昭和23年）4月 - 学制改革により、「熊本市立女子高等学校」となる。普通科と被服科を設置。
- 1949年（昭和24年）4月 - 「熊本市立高等学校」と改称し、男女共学となる。
- 1957年（昭和32年）4月 - 商業科（男子のみ）を設置。
- 1959年（昭和34年）4月 - 商業科が熊本市立商業高等学校（現・熊本市立千原台高等学校）として分離独立。
- 1973年（昭和48年）4月 - 15年ぶりに男女共学が復活。
- 1989年（平成元年）4月 - セミナーハウス「和敬館」が完成。
- 2001年（平成13年）4月 - 「熊本市立必由館高等学校」（現校名）に改称。学科をすべて普通科とし、国際コース・服飾デザインコース・芸術コースの3コースを設置（被服科を廃止。）
- 2007年（平成19年）
  - 3月 - 新校舎が完成。
  - 10月22日 - 新校舎落成記念式典 挙行。
- 2011年（平成23年）11月 -  創立百周年記念式典。
- 2023年（令和5年）- 中高一貫校の熊本市立必由館附属中学校設立。

## 学校行事
1学期
- 4月 - 入学式、対面式、部活動紹介
- 5月 - 体育大会
- 6月 - 熊本県高校総合体育大会（高総体）、熊本県高校総合文化祭、生徒会役員改選
- 7月 - 弁論大会、クラスマッチ（クラス対抗球技大会）

2学期
- 9月 - 文化祭
- 10月 -
- 11月 - 芸術鑑賞会
- 12月 - クラスマッチ

3学期
- 1月 - 修学旅行
- 2月 - 持久走大会
- 3月 - 卒業式、音楽発表会、クラスマッチ

## 部活動

### 体育系
- 陸上部
- 弓道部
- 剣道部
- テニス部
- ソフトテニス部
- バドミントン部
- 水泳部
- 野球部
2003年（平成15年）第85回全国高等学校野球選手権大会（夏の甲子園）に初出場。
全国高校野球選手権県大会優勝 甲子園出場（平成15年度）
RKK旗争奪高校野球大会 優勝（平成17年度）
九州地区高校野球熊本大会 優勝（平成19年度）
全国高校野球選手権県大会 ベスト4（平成21年度）
全国高校野球選手権県大会 ベスト8（平成22年度）
- ハンドボール部
1958年（昭和33年）から1960年（昭和35年）まで全国高等学校総合体育大会で3年連続優勝。1984年（昭和59年）に全国高校ハンドボール大会で優勝。
令和４年度全九州高校大会県予選ベスト8  令和４年度県高校総体第３位
- バスケットボール部
- バレーボール部
- ソフトボール部
- サッカー部
- 卓球部
- ダンス同好会

### 文化系
- 美術部
- 音楽部
  - 合唱団が2009年（平成21年）に第64回九州合唱コンクールで金賞を受賞[2]
- 書道部
- 茶道部
- 煎茶道部
- 放送部
- 吹奏楽部
- 演劇部
- 写真部
- JRC部（Junior Red Cross）
- 箏曲部
- 文芸部
- 化学部
- 和太鼓部
  - 平成20年度　全国高等学校総合文化祭文部科学大臣賞受賞（最高賞）
  - 平成21年度　全国高等学校総合文化祭文部科学大臣賞受賞（最高賞）
  - 平成23年度　日本太鼓ジュニアコンクール文部科学大臣賞受賞
  - 平成24年度　全国高等学校総合文化祭文部科学大臣賞受賞（最高賞）
  - 平成28年度　全国高等学校総合文化祭文部科学大臣賞受賞（最高賞）
  - 平成23年度　日本太鼓ジュニアコンクール文部科学大臣賞受賞
  - 令和元年度　全国高等学校総合文化祭優秀賞 文化庁長官賞受賞
  - 令和3年度　全国高等学校総合文化祭優秀賞 文化庁長官賞受賞
- 華道部
- 和装文化部
- 英語同好会

## 交通アクセス

### 鉄道
- 熊本電気鉄道 藤崎線 「黒髪町駅」

### バス
- 熊本電鉄バス（C1,C2,C3,C4,C5系統） 「坪井」バス停
- 九州産交バス（E0,E1,E2,E3系統）「浄行寺」バス停　または、「子飼橋」バス停

### 道路
- 国道3号（薩摩街道・鹿児島街道）「必由館高入口」交差点

## 周辺
- 第一幼稚園
- 熊本市立黒髪小学校
- 熊本市立竜南中学校
- 熊本県立済々黌高等学校
- 熊本大学本部（黒髪北キャンパス）
- 九州ルーテル学院大学
- 坪井川

## 著名な出身者
- 岩貞祐太（プロ野球選手、阪神タイガース投手）
- 田中大輝（元プロ野球選手、読売ジャイアンツ投手）
- 馬原孝浩（元プロ野球選手、オリックス・バファローズ投手）
- 山中浩史（元プロ野球選手、東京ヤクルトスワローズ投手）
- 木村亜沙美（元女子バレーボール選手）
- 巻加理奈（ハンドボール選手）
- 平瀬真由美（プロゴルファー）
- 小林優香（女子競輪選手）
- 堀口元気（プロレスラー、DRAGON GATE）
- いけだてつや（お笑い芸人、俳優）
- 竹財輝之助（俳優）
- 樫山結（ローカルタレント）
- 広崎みさ（ローカルタレント）
- ポチョムキン（ヒップホップ歌手、餓鬼レンジャー）
- 下司愉宇起（歌手・指揮者・作詞家）
- 高浜輝夫（ベーシスト、元THE ALPHA）